# Église Sant'Antonio da Padova all'Esquilino
L'église Sant'Antonio da Padova all'Esquilino (en français : église Saint-Antoine-de-Padoue-à-l'Esquilin) est une église romaine située dans le rione de l'Esquilin sur la via Merulana.

## Historique
L'église fut érigée entre 1884 et 1888 sur les plans de Luca Carimini (it) et consacrée le 18 décembre 1888. Elle fut attribuée à l'Ordre des Frères mineurs après que l'État italien les a exproprié du couvent de l'église Sainte-Marie d'Aracœli pour la construction du monument à Victor-Emmanuel II vers 1895.
Elle obtient le titre de basilique mineure le 21 juillet 1931. 
Le 12 mars 1960, le pape Jean XXIII lui octroie le siège du titre cardinalice Sant'Antonio da Padova a Via Merulana.

## Architecture
L'accès à l'église s'effectue par un escalier double donnant sur un portique abritant une statue de Sant’Antonio con il Bambino. L'intérieur est constitué de trois nefs séparées par des colonnes de granit rose et de divers chapelles. Les bas-côtés sont surmontés d'imposantes galeries avec une deuxième rangée de colonnes en granit.

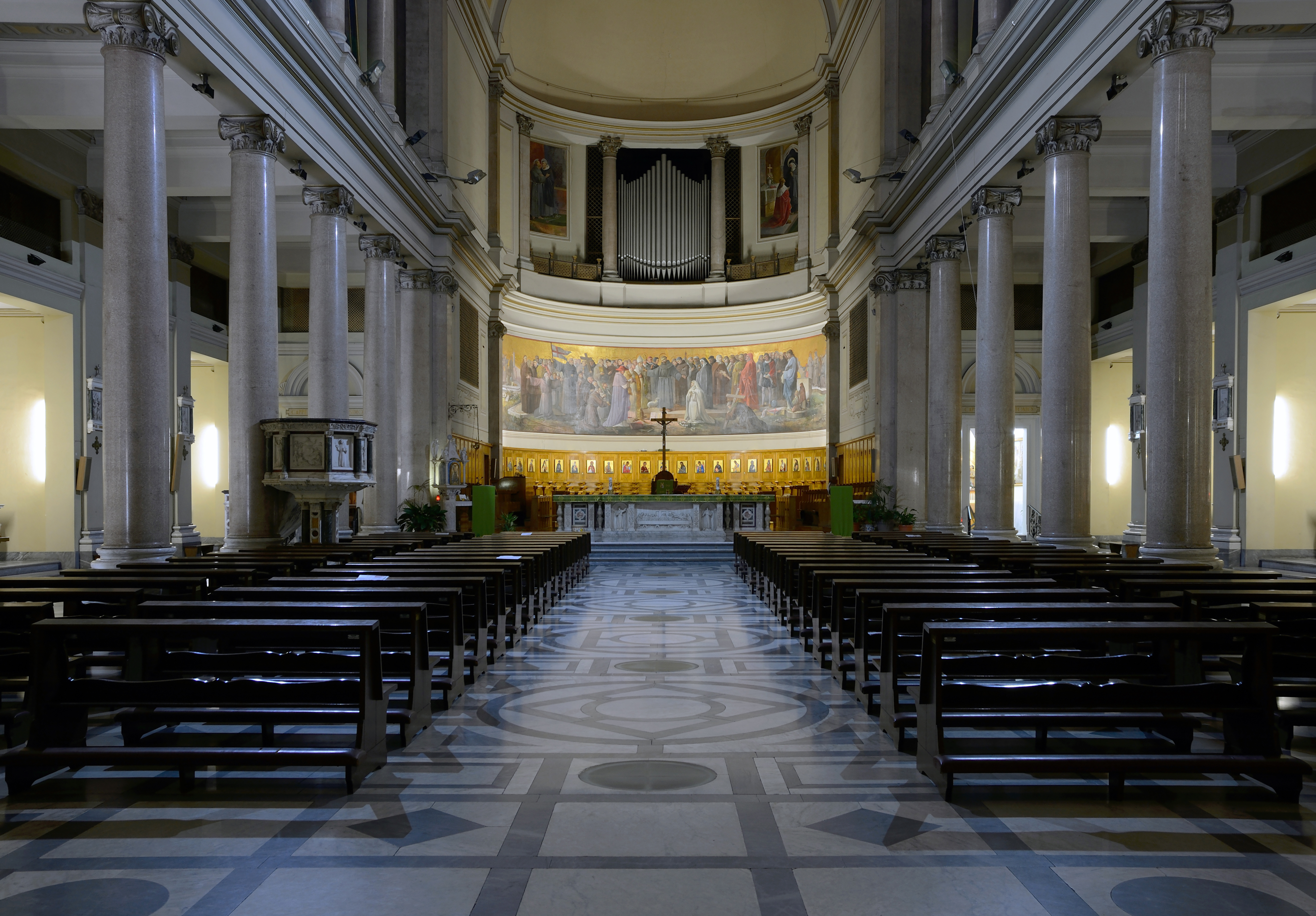
Intérieur
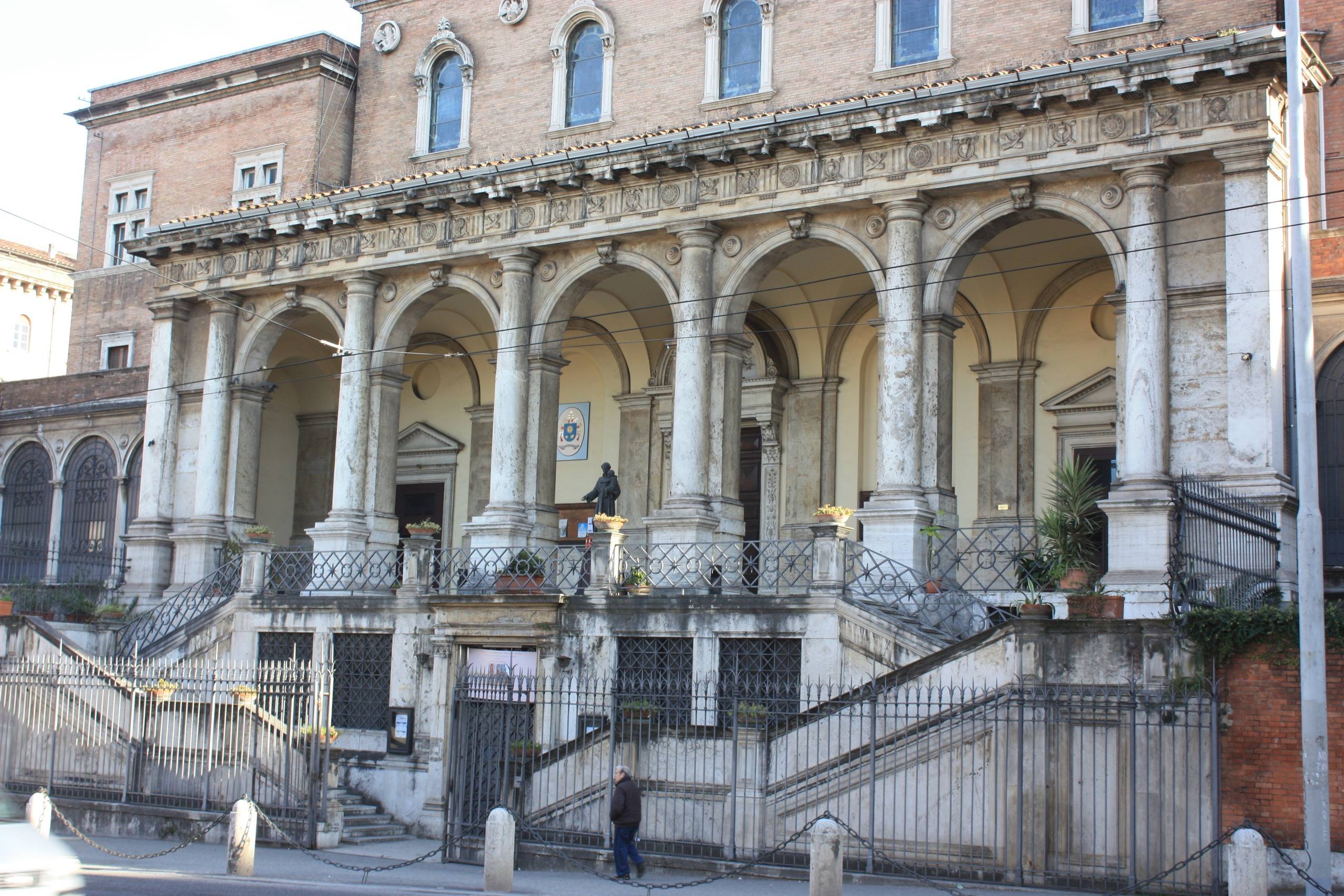
Escalier et portique de l'église
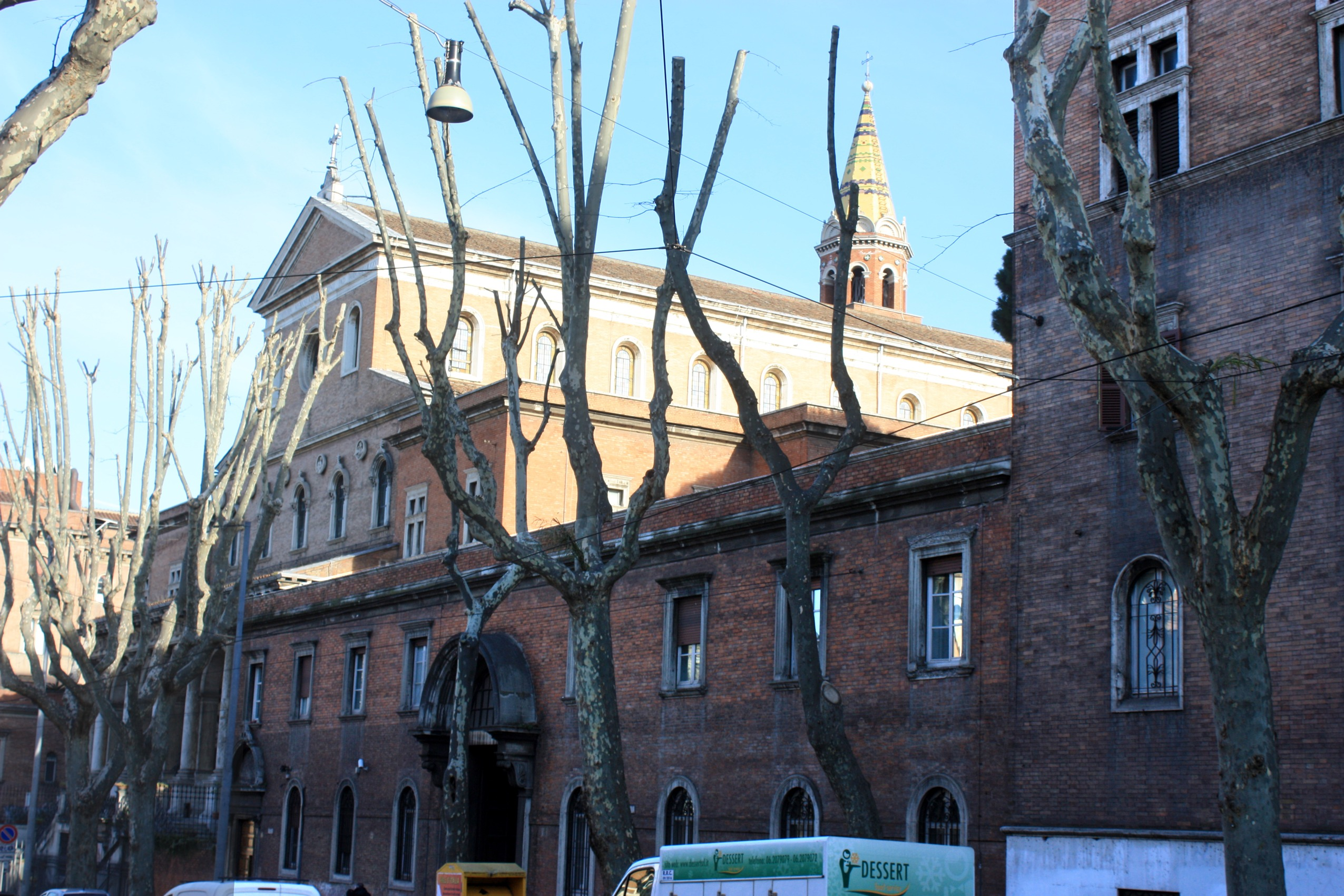
Panorama
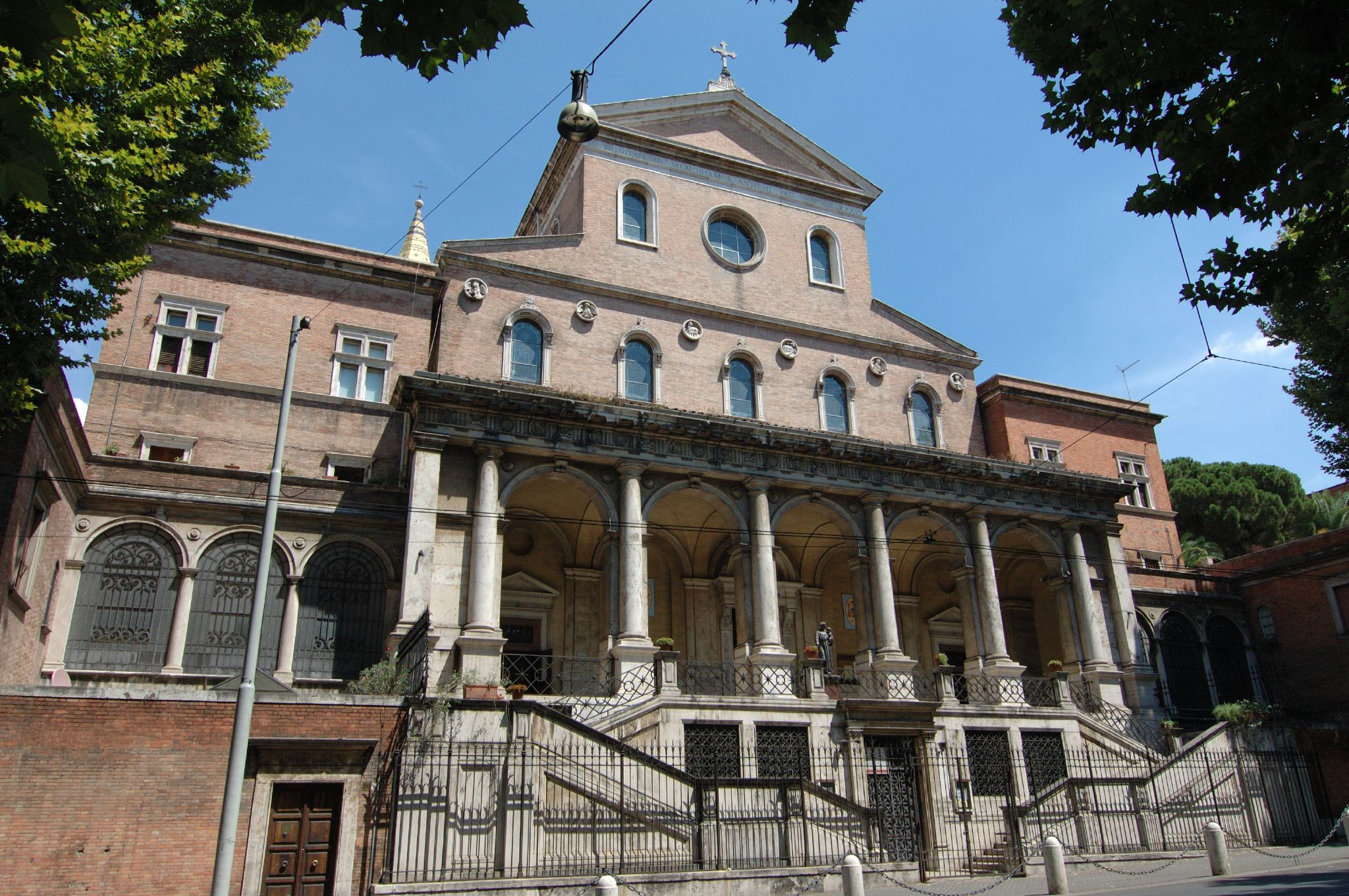
Façade
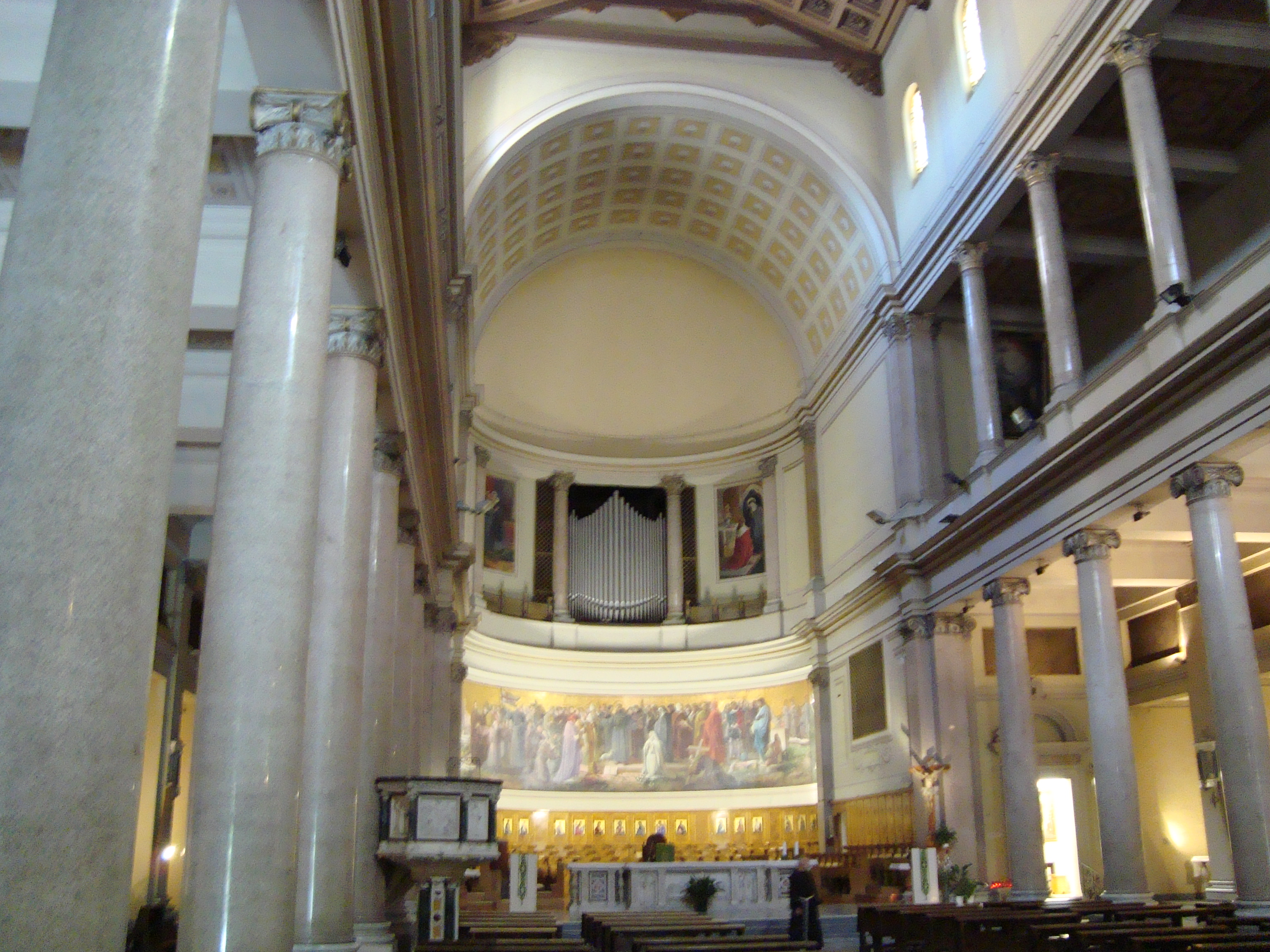
Colonnes en granit de la nef